# Myriocoleopsis vuquangensis
Myriocoleopsis vuquangensis là một loài Rêu trong họ Lejeuneaceae. Loài này được (Pocs & Ninh) Pócs mô tả khoa học đầu tiên.